# Mariam al-Mheiri

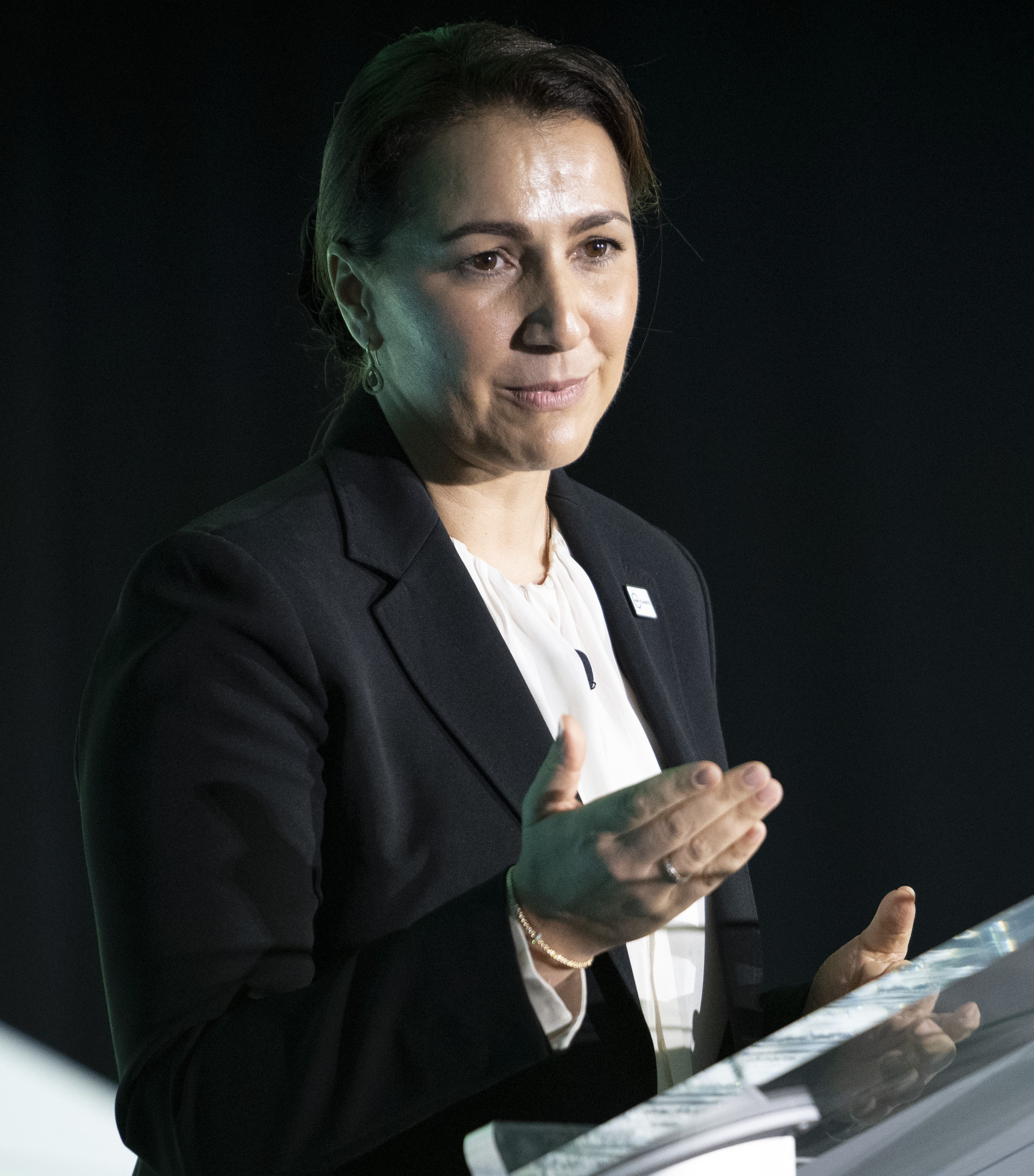
Mariam al-Mheiri auf einer Konferenz in Washington D.C., Mai 2023

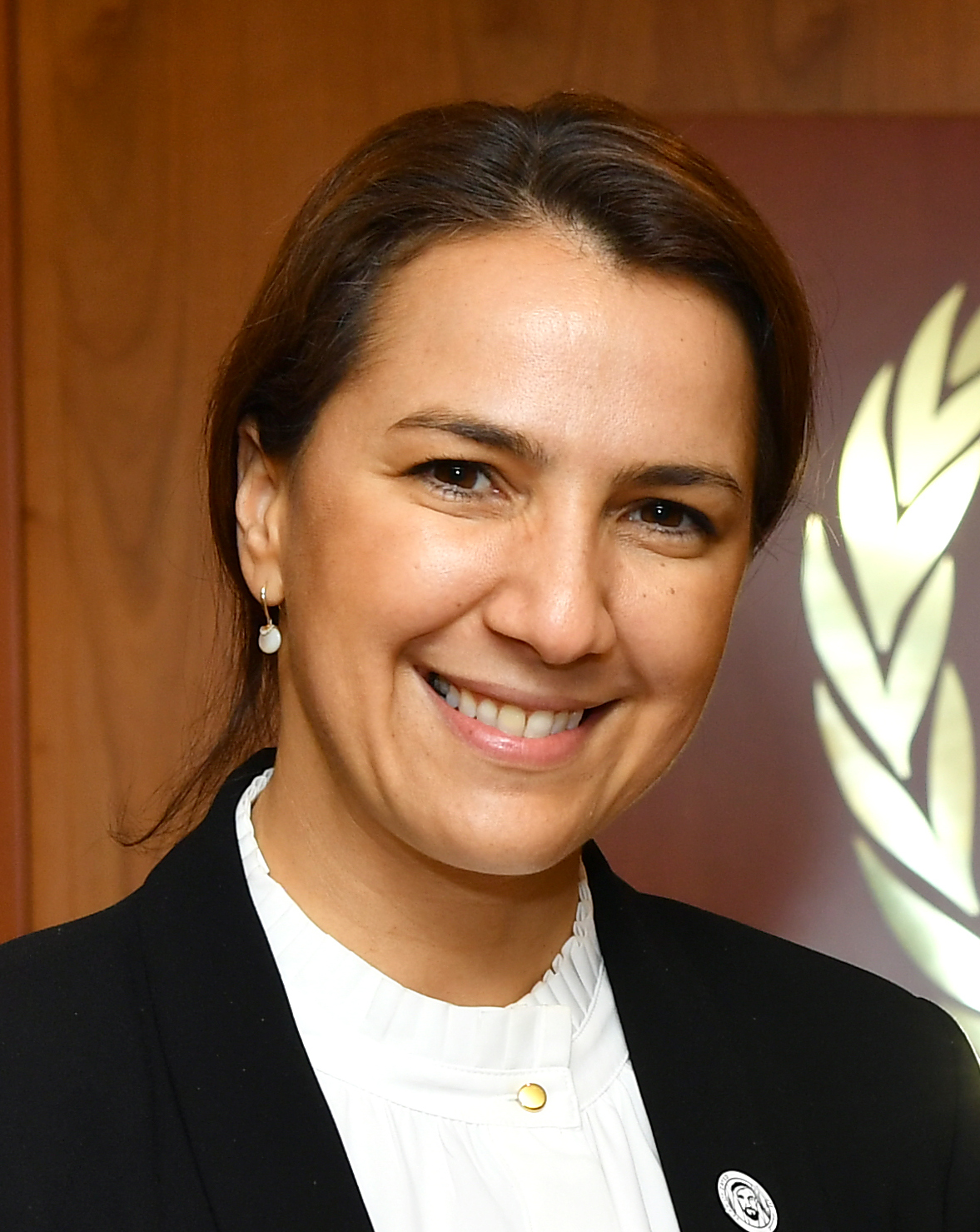
Mariam al-Mheiri (2018)

Mariam bint Mohammed Saeed Hareb al-Mheiri (geb. 1979; arabisch مريم بنت محمد سعيد حارب المهيري, DMG Maryam bt. Muḥammad Saʿīd Ḥārib al-Muhairī, auch Mariam al-Mheiri) ist eine emiratische Politikerin und Ministerin für Klimawandel und Umwelt der Vereinigten Arabischen Emirate.

## Leben
Mariam al-Mheiri ist die Tochter eines emiratischen Vaters und einer deutschen Mutter, die 1978 in die Vereinigten Arabischen Emirate (VAE) auswanderte. Sie besuchte in Dubai die Latifa School for Girls.Nach ihrem Schulabschluss ging sie in das Geburtsland ihrer Mutter und absolvierte an der RWTH Aachen ein Bachelor- und Masterstudium in Maschinenbau mit den Schwerpunkten Entwicklungs- und Konstruktionstechnik.
Neben Arabisch spricht al-Mheiri Deutsch als zweite Muttersprache sowie fließend Englisch.

### Berufsleben und Karriere im Staatsdienst
Nach ihrem Abschluss blieb al-Mheiri zunächst in Deutschland und arbeitete bei einer Firma, die Kugellager für Rennwagen herstellte, ging später jedoch in die Emirate zurück und trat dort in den Staatsdienst ein. Dort arbeitete al-Mheiri im Ministerium für Umwelt und Wasser ein, wo sie am Khalifa Bin Zayed Center for Marine Research, am Integrated Waste Management Project der VAE und weiteren Bauprojekten beteiligt war. 2014 wurde sie zur Direktorin der Abteilung Education and Awareness ernannt, wo sie für die Formulierung einer nationalen Strategie zur Steigerung des Umweltbewusstseins in den VAE verantwortlich war.

### Arbeit als Ministerin in der Regierung
2015 wurde al-Mheiri zur stellvertretenden Staatssekretärin für Wasserressourcen und Naturschutzangelegenheiten im Ministerium für Klimawandel ernannt. 2017 erfolgte die Ernennung zur Staatsministerin für Ernährungssicherheit. Seit 2020 war sie Staatsministerin für Ernährungs- und Wassersicherheit. Mariam al-Mheiri war verantwortlich für die Überwachung der nationalen Lebensmittelvorräte, Investitionen in Lebensmitteltechnologie und Folgemaßnahmen für die internationalen Beziehungen in diesem Bereich. Seit 2021 ist sie zudem Sonderbeauftragte für die Beziehungen zur Bundesrepublik Deutschland sowie Ministerin für Klimawandel und Umwelt. Mehrfach vertrat Mariam al-Mheiri ihr Land bei den Vereinten Nationen und im UN-Sicherheitsrat.